# Rieder (Duitsland)
Rieder is een plaats en voormalige gemeente in de Duitse deelstaat Saksen-Anhalt, en maakt deel uit van de Landkreis Harz.

## Geografie
Rieder is omsloten door bergen. In het zuiden grenst de plaats aan de Kahlenberg en in het noorden vormt de Schierberg de grens met Rieder. Midden in het plaatsje, waar de eerste nederzettingen zijn gebouwd, ligt de Tieberg. Door Rieder stroomt de Eulenbach, die bij Gernrode in de Wellbach stroomt, welke later in de rivier de Bode uitmondt.

### Geologie
In de Kahlenberg worden nog afdrukken van fossielen gevonden. De Schierberg bestaat uit zandsteen en is een uitloper van de zogenaamde Teufelsmauer en is een eindmorene.

## Geschiedenis
De eerste schriftelijke vermelding van Rieder stamt uit 936. In dat jaar werden er een kerk en een klooster gesticht. In de loop van de tijd werden een parochiekerk en een raadhuis gebouwd. Het raadhuis is in 1993 gerestaureerd. Beide objecten staan op de monumentenlijst van de Verwaltungsgemeinschaft. Door erg goede geobiologische systemen was de plaats al sinds de Renaissance een belangrijk centrumn voor tuinbeplanting. Voor de Tweede Wereldoorlog was Rieder het grootste bloemendorp van Duitsland.
De gemeente Rieder verloor op 1 januari 2011 haar zelfstandigheid en ging op in de stad Quedlinburg. Als gevolg van een vormfout werd deze herindeling door de rechter begin 2013 ongedaan gemaakt. Op 1 december 2013 werd de zelfstandigheid van Rieder alsnog opgeheven, toen de gemeente geannexeerd werd door de stad Ballenstedt.